# Herman Doomer
Herman Doomer, eigentlich Hermann Dommers (* um 1595 in Anrath; † 1650 in Amsterdam), war ein deutsch-niederländischer Möbeltischler und Vater des Kunstmalers Lambert Doomer.
Doomer ließ sich im Jahr 1613 in Amsterdam nieder und heiratete Baertje Martens, mit der er neun Kinder hatte, darunter der Maler Lambert Doomer. Er spezialisierte sich auf die Bearbeitung von Ebenholz und fertigte überwiegend Bilderrahmen an, die er unter anderem an den Künstler Rembrandt van Rijn verkaufte. Um das Jahr 1640 herum bestellte er bei Rembrandt zwei Porträts von sich selbst und von seiner Frau, die sich gegenwärtig im Metropolitan Museum of Art in New York und in der Eremitage in Sankt Petersburg befinden. Sein Sohn Lambert wurde von ihm zunächst zum Möbeltischler ausgebildet, setzte jedoch seine weitere künstlerische Ausbildung bei Rembrandt fort und wurde schließlich Kunstmaler.

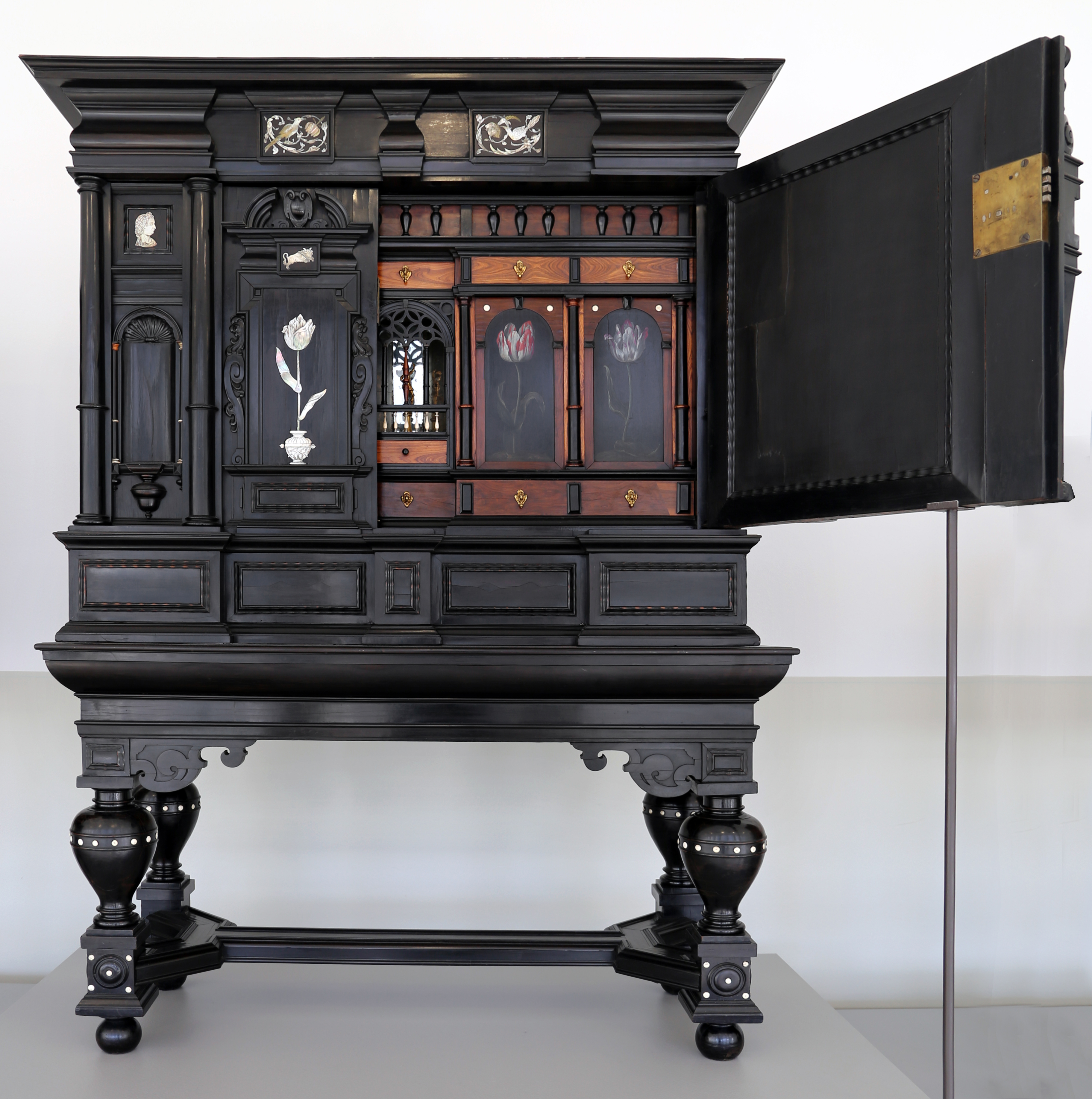
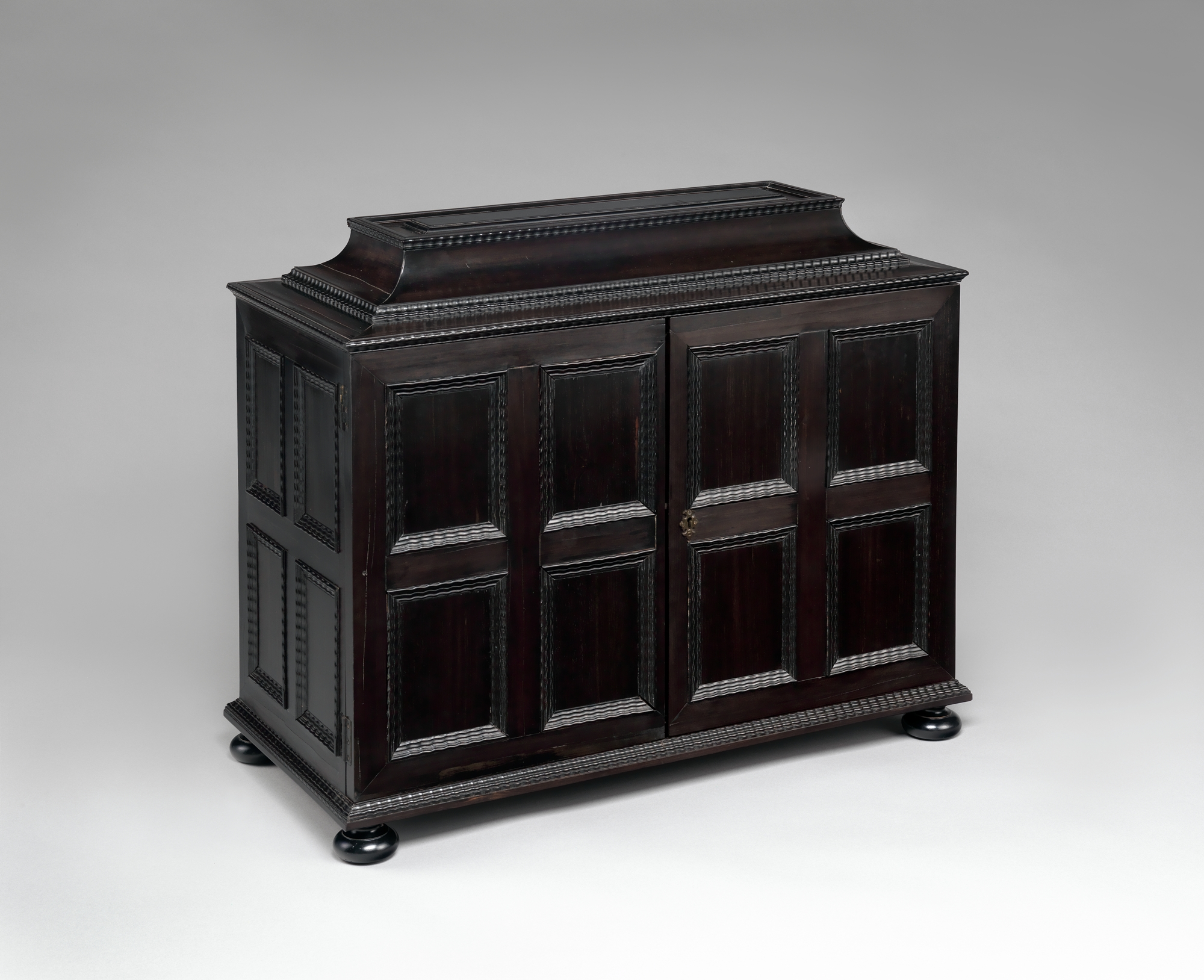
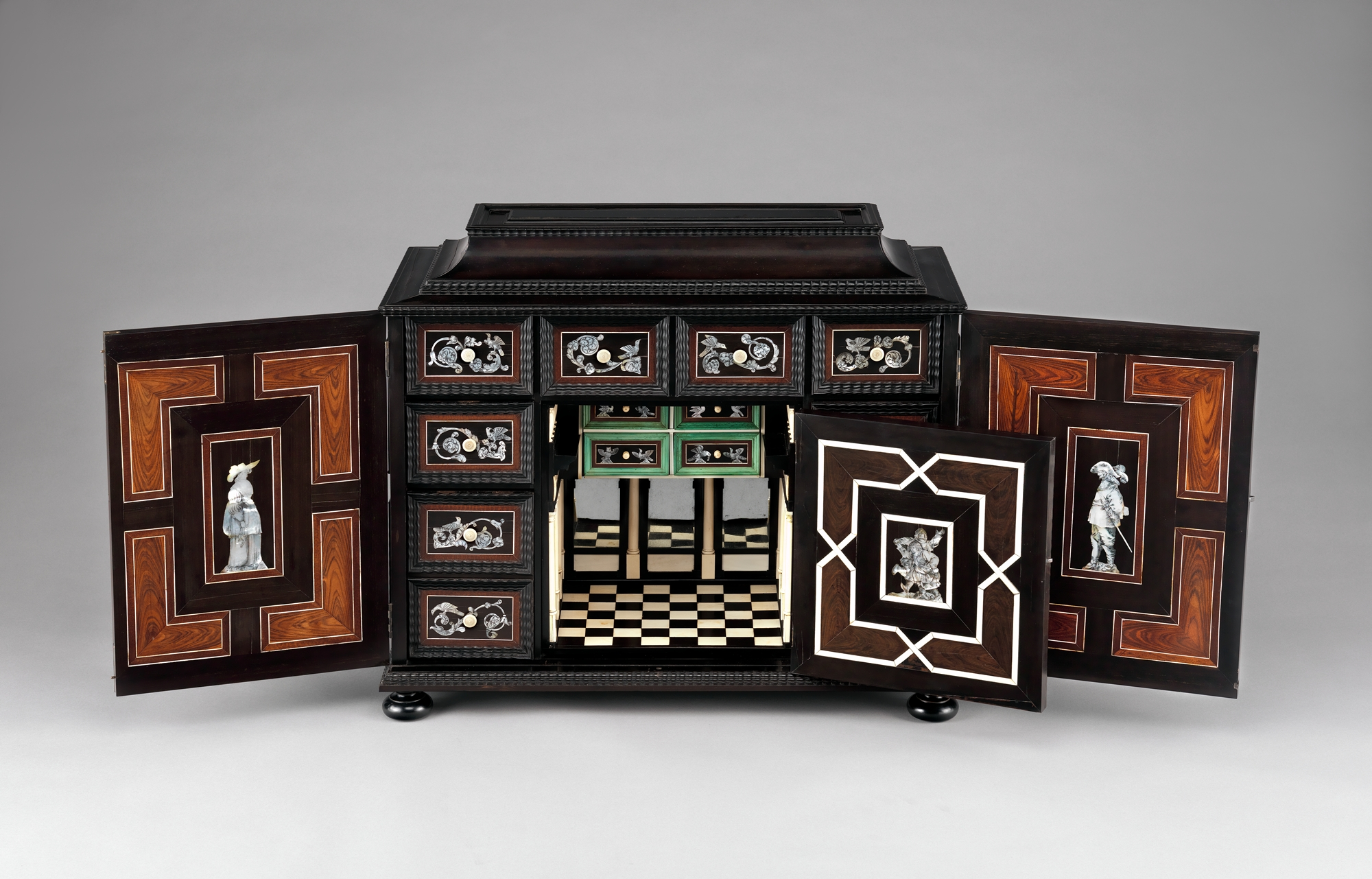
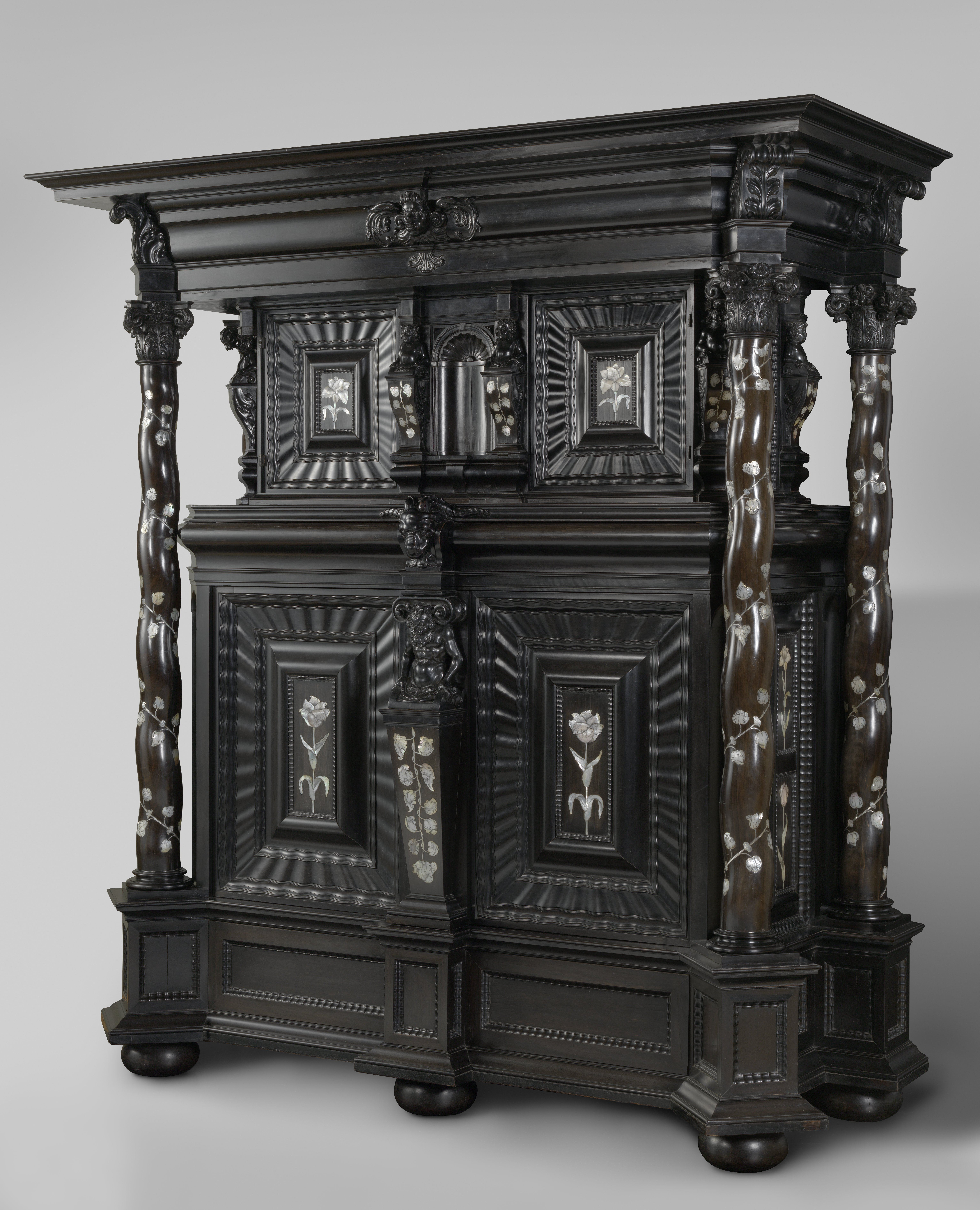